# Jacob van Ruisdael
Jacob van Ruysdael (1628./1629 . – Amsterdam, 1682.) bio je nizozemski slikar. Uglavnom je slikao pejzaže. Najvjerojatnije ga je obrazovao otac Isaac van Ruisdael, koji je bio slikar, uramljivač i trgovac umjetninama, i/ili ujak Solomon van Ruisdael. Bio je član Lukeovog ceha u Haarlemu. Najčešća tema njegovih djela bili su široki pejzaži, uglavnom bez ljudi, prikazani kao da se gledaju s neke visoke točke. Njegovo pejzažno slikarstvo imalo je utjecaj na pejzažno slikarstvo romantizma.